# Weekend of a Champion
Weekend of a Champion è un film del 1972 di Frank Simon e Roman Polański, quest'ultimo non accreditato.

## Trama
Il film racconta le giornate del pilota di Formula 1 Jackie Stewart trascorse durante il weekend del Gran Premio di Monaco del 1971. Polanski, amico del pilota, lo filmò nei momenti della corsa, delle prove e anche nella vita privata, con diverse sequenze girate in interno nell'albergo di Stewart e altre in esterno dove il pilota spiega segreti e particolarità del circuito cittadino. La moglie Helene è parte integrante del film e nella pellicola si vedono molti "top drivers" dell'epoca.

## Curiosità
Il film fu presentato al Festival di Berlino del 1972, poi venne quasi dimenticato. Di recente Roman Polanski ha restaurato la pellicola aggiungendo circa 15 minuti girati ai giorni nostri. In questa aggiunta si vede il regista conversare amichevolmente con Jackie Stewart parlando della loro amicizia, dell'evoluzione della sicurezza nelle corse automobilistiche, della moda e della vita in generale.